# Robert von Reder
Wilhelm Robert Heinrich Magnus von Reder (* um 1800 in Sprottau; † 1869 ebenda) war ein deutscher Jurist und Politiker. Er war Landrat des Kreises Sprottau (1857–1869) und Abgeordneter im Preußischen Abgeordnetenhaus (1855–1858).

## Leben
Als Sohn des Sprottauer Bürgermeisters geboren, studierte er nach dem Besuch des Gymnasiums in Glogau Rechtswissenschaften in Breslau. Während seines Studiums wurde er 1820 Mitglied der Alten Breslauer Burschenschaft Arminia. Aufgrund seiner burschenschaftlichen Aktivitäten wurde er 1822 vom Senat der Universität relegiert und durfte damit auf keiner deutschen Universität mehr studieren; 1824 wurde er begnadigt, sodass er in Breslau fertig studieren konnte. Wegen einer Falschaussage von 1821 bezüglich seiner Mitgliedschaft in einer Burschenschaft musste er acht Wochen Festungsarrest absitzen. Nach seinem Studium wurde er 1834 Land- und Stadtgerichtsrat und 1846 Kreisgerichtsdirektor. Als Geheimer Regierungsrat übernahm er 1857 bis zu seinem Tod das Sprottauer Landratsamt. 1855 bis 1858 war er Abgeordneter im Preußischen Abgeordnetenhaus (Wahlkreis Liegnitz 4). Er war Rittergutsbesitzer in Walddorf.